# ماركو أماديو
ماركو أماديو (بالإيطالية: Marco Amadio)‏ هو لاعب كرة قدم إيطالي في مركز الوسط، ولد في 3 يونيو 1999 في Motta di Livenza ‏ في إيطاليا.

## وصلات خارجية
- ماركو أماديو على موقع قاعدة بيانات كرة القدم.إي يو (الإنجليزية)
- ماركو أماديو على موقع Soccerway.com (الإنجليزية)
- ماركو أماديو على موقع عالم كرة القدم.نت (الإنجليزية)